# Athener Moschee

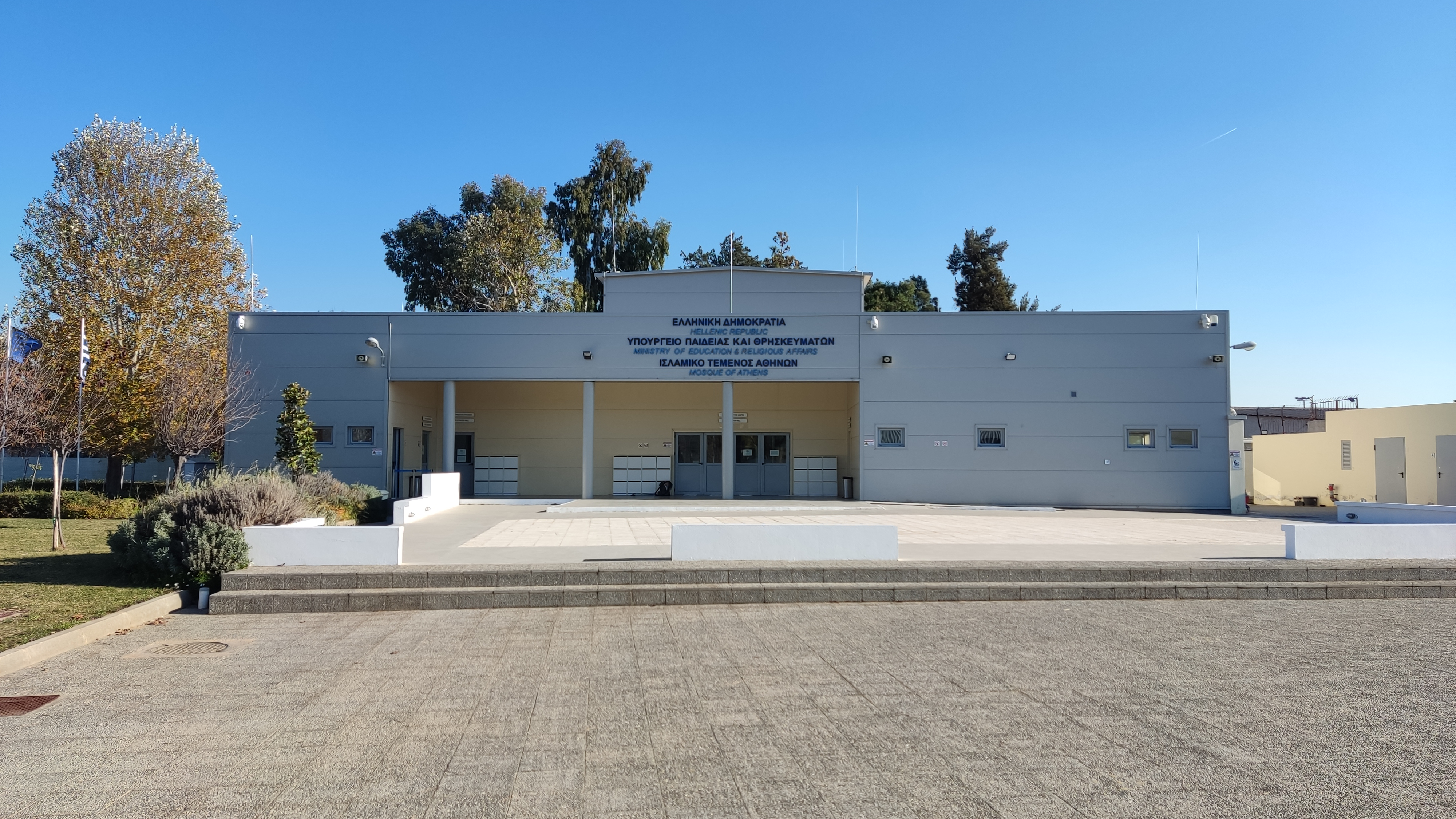
Blick auf die Moschee

Die Athener Moschee (griechisch Τζαμί της Αθήνας) ist eine Moschee im Stadtteil Votanikos der griechischen Hauptstadt Athen. Sie ist der erste staatliche Moschee-Neubau seit der Unabhängigkeit Griechenlands vom Osmanischen Reich 1833. Es befinden sich in Athen bereits alte Moscheebauten aus osmanischer Zeit wie die Fethije-Moschee oder die Cizderiye-Moschee, die jedoch profaniert sind und nicht mehr als Moschee genutzt werden dürfen. Finanziert wurde die Moschee ausschließlich mit Geldern des griechischen Staates.

## Hintergrund
Die Errichtung einer offiziellen Moschee für Athen und dessen Umgebung ist seit 1890 geplant. In dieser Zeit war ein Gesetz für die „kostenlose Übergabe eines Grundstücks für den Bau einer türkischen Moschee in Piräus“ verabschiedet worden. In den 1970er Jahren boten Botschafter aus arabischen Staaten die Finanzierung einer Moschee für Athen an. Erst im Jahre 2000 jedoch entschied das Griechische Parlament die Errichtung einer Moschee im attischen Peania im Vorfeld der Olympischen Sommerspiele 2004, wozu es wegen Bürgerprotesten und des Widerstands der orthodoxen Kirche nicht mehr kam, insbesondere auch wegen des Hintergrunds der Finanzierung. Hieronymos II., der jetzige Erzbischof von Athen und ganz Griechenland, hat Bedenken, dass sich die Moschee zu einem ein Hort für Fundamentalisten entwickeln könnte.
Inzwischen wurden jedoch seit 2013 wurden fünf Ausschreibungen für das Projekt durchgeführt. 2015 entschied sich das griechische Parlament erneut für den Bau, wobei im Parlament die Regierungspartei SYRIZA, die Neue Demokratie, die Kommunistische Partei Griechenlands, die Partei To Potami und die Union der Zentristen dafür, der Koalitionspartner ANEL und die rechte „Goldene Morgenröte“ dagegen gestimmt haben. Unterzeichnet wurde der Vertrag von Verkehrsminister Christos Spirzis.
Weiterhin wurden drei weitere Genehmigungen zum Bau von Moscheen erteilt, deren Bau geht jedoch auf Privatinitiativen zurück.

## Bau
Die Errichtung der Moschee in einer der bislang zwei Hauptstädte (neben Bratislava) der Europäischen Union ohne Moschee hat vor allem eine symbolische Bedeutung, da im Raum Athen knapp 200.000 Moslems leben (vor allem Albaner in Griechenland), und die neue Moschee für knapp 300 Personen konzipiert ist.
Das aus Stahl errichtete Gebäude ist nach Mekka ausgerichtet und etwa 1.000 Quadratmeter groß sein. Das Grundstück dafür wurde von der griechischen Marine zur Verfügung gestellt und umfasst eine Fläche von 1,7 Hektar. Vier der größten Bauunternehmen Griechenlands – J&P-Avax, Terna, Aktor und Intrakat – sind an der Verwirklichung des Moscheebaus beteiligt. Auf eine Kuppel und ein Minarett wurde verzichtet. Das Budget beläuft sich auf knapp 887.000 Euro, was aus staatlichen Ressourcen aufgebracht wurde.
Im Gebäude werden das Büro des Imams und des Muezzins, Männer- und Frauen-WCs, Gebetsflächen für Männer und Frauen sowie Umkleidekabinen untergebracht sein.